# Henri Lacroix
Pour les articles homonymes, voir Lacroix et Henri Lacroix (homonymie).
Henri Lacroix est un joueur de pétanque et de jeu provençal français né le 31 mai 1975 à La Seyne-sur-Mer.

## Biographie
Vainqueur aux masters de pétanque, il a été treize fois champion du Monde, quatre fois champion d'Europe, trois fois champion d'Europe des clubs, vingt fois champion de France pétanque (dont quatre fois champion de France jeu provençal) et cinq fois vainqueur de la coupe de France des clubs. Il joue en pointeur de tête ou milieu. Il excelle également au jeu provençal.
Il a formé avec Philippe Quintais et Philippe Suchaud la célèbre "Dream Team" (trois fois championne du monde d'affilée entre 2001 et 2003 et quatre fois championne de France entre 2006 et 2010) 
Après une période faste au club du DUC de Nice, il est licencié depuis 2012 au club des Canuts de Lyon. En 2014, il fait équipe avec Michel Loy et Bruno Le Boursicaud en triplette et Bruno Le Boursicaud en doublette, s'inclinant deux fois consécutivement en finale du France triplette (2014 et 2015) et remportant le championnat de France doublette en 2014.
En 2016 il rejoint le club de l'ABC Draguignan pour faire équipe avec Dylan Rocher et Stéphane Robineau. Cette année-là il devient pour la première fois champion de France en tête à tête en battant en finale son coéquipier et ami Dylan Rocher au terme d'une finale somptueuse. Il s'impose également en doublette avec Dylan. En 2017, il perd son titre en tête à tête, ne s'inclinant qu'en finale contre Tyson Molinas. Mais il signe un doublé en gagnant une nouvelle fois le doublette avec Dylan et le triplette avec Dylan et Stéphane. Cette année-là, il est également sacré champion du monde en tête à tête et en doublette (Philippe Suchaud). En 2018 il devient le premier joueur de l'histoire à gagner les trois titres français principaux (tête à tête, doublette avec Dylan Rocher et triplette avec Dylan Rocher et Stéphane Robineau).
En 2021, associé à Philippe Quintais, Philippe Suchaud et Dylan Rocher, il remporte un nouveau titre de champion du monde avec l'équipe de France triplette lors des championnats du Monde organisés en Espagne.

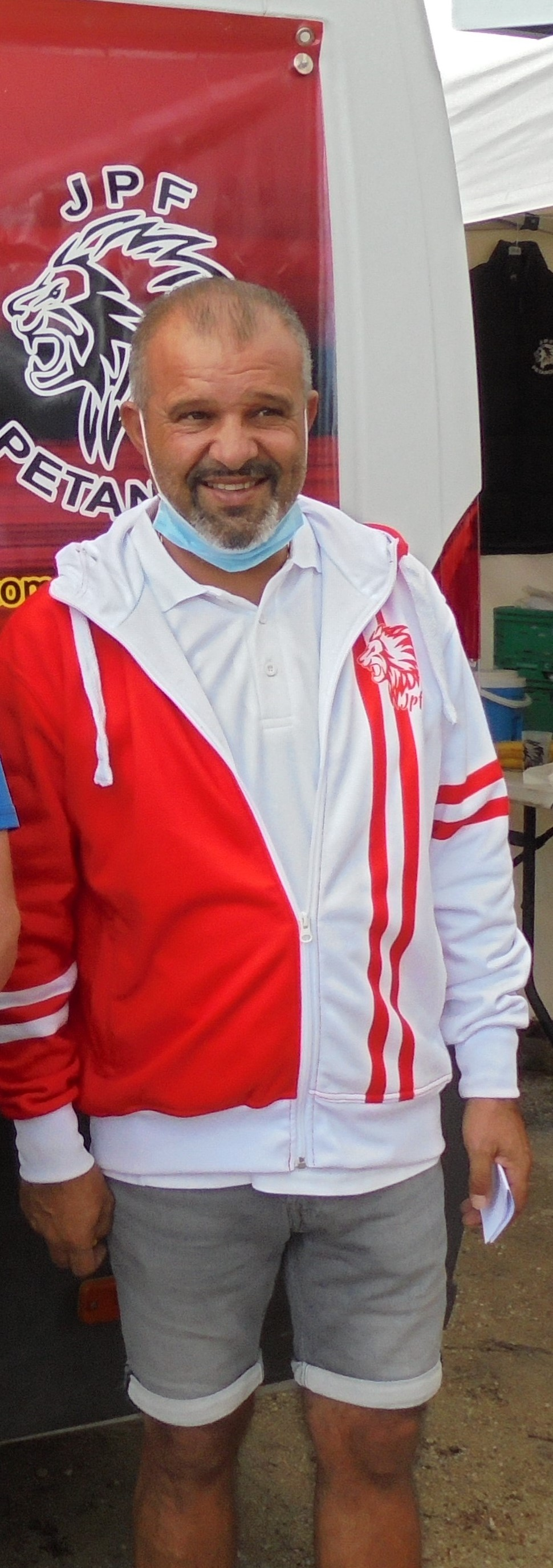
Henri Lacroix en 2021

## Clubs
- ?-? : JB La Farlède (Var)
- ?-? : Saint-Tropez (Var),
- ?-2004 : JB Hyères (Var)
- 2005-2011 : DUC Nice (Alpes-Martimes)
- 2012-2015 : Canuts de Lyon (Rhône)
- 2016-2018 : ABC Draguignan (Var)
- 2019- : Fréjus International Pétanque (Var)

## Palmarès[1]

### Jeunes

#### Championnats de France
Champion de France (Cadet)
- Triplette 1989 : (avec Hervé Agarrat et Yves Palmérini) : JB La Farlède

### Seniors

#### Championnats du Monde
Champion du Monde
- Triplette 2001 (avec Philippe Quintais, Philippe Suchaud et Eric Sirot) :  Equipe de France
- Triplette 2002 (avec Philippe Quintais, Philippe Suchaud et Eric Sirot) :  Équipe de France
- Triplette 2003 (avec Philippe Quintais, Philippe Suchaud et Eric Sirot) :  Équipe de France 2
- Triplette 2005 (avec Philippe Suchaud, Julien Lamour et Simon Cortes) :  Équipe de France
- Triplette 2007 (avec Philippe Suchaud, Bruno Le Boursicaud et Thierry Grandet) :  Équipe de France
- Triplette 2008 (avec Philippe Suchaud, Bruno Le Boursicaud et Thierry Grandet) :  Équipe de France 2
- Triplette 2010 (avec Philippe Suchaud, Bruno Le Boursicaud et Thierry Grandet) :  Équipe de France
- Triplette 2012 (avec Philippe Suchaud, Dylan Rocher et Bruno Le Boursicaud) :  Équipe de France
- Tête-à-tête 2017  Équipe de France
- Doublette 2017 (avec Philippe Suchaud) :  Équipe de France
- Triplette 2018 (avec Philippe Quintais, Philippe Suchaud et Dylan Rocher) :  Équipe de France
- Doublette 2019 (avec Philippe Suchaud) :  Équipe de France
- Triplette 2021 (avec Philippe Quintais, Philippe Suchaud et Dylan Rocher) :  Équipe de France[2]

Finaliste
- Tête-à-tête 2019  Équipe de France

Troisième
- Triplette 2004 (avec Philippe Quintais, Philippe Suchaud et Eric Sirot) :  Équipe de France 2
- Triplette 2016 (avec Philippe Suchaud, Bruno Le Boursicaud et Dylan Rocher) :  Équipe de France
- Triplette 2024 (avec Jean Feltain, Philippe Suchaud et Dylan Rocher) :  Équipe de France

#### Jeux mondiaux
Vainqueur
- Doublette 2013 (avec Dylan Rocher) :  Équipe de France
- Tir de précision 2017  Équipe de France

#### Coupe des Confédérations
Vainqueur
- Triplette 2015 (avec Michel Loy, Philippe Suchaud et Bruno Le Boursicaud) :  Équipe de France

#### Championnats d'Europe
Champion d'Europe
- Triplette 2009 (avec Philippe Suchaud, Bruno Le Boursicaud et Thierry Grandet) :  Équipe de France 2
- Triplette 2015 (avec Michel Loy, Damien Hureau et Dylan Rocher) :  Équipe de France
- Tête-à-tête 2016
- Triplette 2017 (avec Philippe Quintais, Philippe Suchaud et Dylan Rocher) :  Équipe de France

Finaliste
- Tête-à-tête 2018

#### Coupe d'Europe des Clubs
Vainqueur
- 2008 (avec Séverine Roche, Christine Saunier, Philippe Quintais, Philippe Suchaud, Simon Cortes, Pascal Milei, Ludovic Montoro, Khaled Lakhal et Alain Montoro (coach)) : DUC de Nice
- 2009 (avec Séverine Roche, Christine Saunier, Philippe Quintais, Philippe Suchaud, Simon Cortes, Pascal Milei, Ludovic Montoro, Khaled Lakhal et Alain Montoro (coach)) : DUC de Nice
- 2010 (avec Séverine Roche, Christine Saunier, Philippe Quintais, Philippe Suchaud, Simon Cortes, Hervo et Ludovic Montoro et Alain Montoro (coach)) : DUC de Nice
- 2017 (avec Yolanda Matarranz, Lucie Rousseaux, Christine Saunier, Dylan Rocher, Stéphane Robineau, Robin Rio, Ludovic Montoro, Jean-Michel Puccinelli, Jean Casale  et Jean-Michel Raffalli (coach)) : ABC Draguignan
- 2021 (avec Dylan Rocher, Stéphane Robineau, Jean-Michel Puccinelli, Philippe Ziegler, Robin Rio, Christine Saunier et Lucie Rousseaux) : Fréjus International Pétanque[3]

#### Jeux méditerranéens
Médaille d'or
- Doublette 2005 (avec Damien Hureau) :  Équipe de France

#### Championnats de France

##### Pétanque
Champion de France
- Triplette 2001 (avec Claude Marin et Robert Leca) : JB Hyères
- Triplette 2006 (avec Philippe Quintais et Philippe Suchaud) : Duc Nice
- Doublette 2007 (avec Philippe Quintais) : Duc Nice
- Triplette 2008 (avec Philippe Quintais et Philippe Suchaud) : Duc Nice
- Triplette 2009 (avec Philippe Quintais et Philippe Suchaud) : Duc Nice
- Triplette 2010 (avec Philippe Quintais et Philippe Suchaud) : Duc Nice
- Doublette 2014 (avec Bruno Le Boursicaud) : Canuts de Lyon
- Tête à tête 2016
- Doublette 2016 (avec Dylan Rocher) : ABC Draguignan
- Triplette 2017 (avec Stéphane Robineau et Dylan Rocher) : ABC Draguignan
- Doublette 2017 (avec Dylan Rocher) : ABC Draguignan
- Tête à tête 2018
- Doublette 2018 (avec Dylan Rocher) : ABC Draguignan
- Triplette 2018 (avec Stéphane Robineau et Dylan Rocher) : ABC Draguignan
- Doublette 2019 (avec Dylan Rocher) : Fréjus International Pétanque
- Triplette 2025 (avec David Doerr et Laurent Matraglia) : Var

Finaliste
- Triplette 2014 (avec Bruno Le Boursicaud et Michel Loy) : Canuts de Lyon
- Triplette 2015 (avec Bruno Le Boursicaud et Michel Loy) : Canuts de Lyon

##### Jeu Provençal
Champion de France
- Doublette Jeu Provençal 2002 (avec Thierry Terreno)
- Triplette Jeu Provençal 2003 (avec Thierry Terreno et Jean-Claude Malvicino)
- Triplette Jeu Provençal 2004 (avec Thierry Terreno et Jean-Claude Malvicino)
- Triplette Jeu Provençal 2011 (avec Anthony Kerfah et Thierry Terreno)

#### Coupe de France des clubs
Vainqueur
- 2005 (avec Christine Saunier, Philippe Quintais, Philippe Suchaud, Frédéric Foni, Khaled Lakhal et Daniel Rizo) : DUC de Nice
- 2006 (avec Séverine Roche, Philippe Quintais, Philippe Suchaud, Patrick Emile et Khaled Lakhal) : DUC de Nice
- 2008 (avec Christine Saunier, Philippe Quintais, Philippe Suchaud, Simon Cortes, Khaled Lakhal et Daniel Rizo) et Alain Montoro (coach)) : DUC de Nice
- 2009 (avec Séverine Roche, Philippe Quintais, Philippe Suchaud, Simon Cortes, Pascal Milei et Ludovic Montoro et Alain Montoro (coach)) : DUC de Nice
- 2011 (avec Séverine Roche, Philippe Suchaud, Simon Cortes, Stéphane Delforge, Patrick Hervo, Frédéric Perrin et Ludovic Montoro et Alain Montoro (coach)) : DUC de Nice
- 2017 (avec Yolanda Matarranz, Lucie Rousseaux, Christine Saunier, Dylan Rocher, Stéphane Robineau, Robin Rio, Ludovic Montoro, Romain Fournie  et Jean-Michel Raffalli (coach)) : ABC Draguignan
- 2020 (avec Christine Saunier, Lucie Rousseaux, Dimitri Stackov, Benji Renaud, Robin Rio, Laurent Matraglia, Ludovic Montoro, Stéphane Robineau et Dylan Rocher) Fréjus International Pétanque[4]

#### Masters de pétanque
Vainqueur
- 2003 (avec Philippe Quintais, Philippe Suchaud et Jean-Pierre Albentosa)
- 2007 (avec Philippe Quintais, Philippe Suchaud et Frédéric Perrin)
- 2010 (avec Philippe Quintais, Philippe Suchaud et Simon Cortes)
- 2012 (avec Dylan Rocher, Bruno Le Boursicaud et Philippe Suchaud)
- 2016 (avec Dylan Rocher, Bruno Le Boursicaud et Philippe Suchaud)

#### Trophée des villes
Vainqueur
- 2009 (avec Philippe Quintais, Philippe Suchaud et Christophe Calissi) : Nice
- 2010 (avec Philippe Quintais, Philippe Suchaud et Christophe Calissi) : Nice
- 2011 (avec Simon Cortes, Philippe Suchaud et Christophe Calissi) : Nice
- 2017 (avec Stéphane Robineau, Dylan Rocher et Sony Berth) : Draguignan

#### Mondial La Marseillaise
Vainqueur
- 2001 (avec Max Poncet et Max Oddoux)
- 2017 (avec Dylan Rocher et Stéphane Robineau)

#### Millau

##### Mondial de Millau (1993-2002)
Vainqueur
- Doublette 1995 (avec F. Riviere)
- Doublette 2002 (avec Charles Weibel)

Finaliste
- Doublette 1996 (avec F. Riviere)

##### Mondial à pétanque de Millau (2003-2015)
- Doublette 2004 (avec Philippe Suchaud)
- Triplette 2005 (avec Philippe Quintais et Philippe Suchaud)
- Triplette 2006 (avec Philippe Quintais et Philippe Suchaud)
- Triplette 2007 (avec Philippe Quintais et Philippe Suchaud)
- Triplette 2011 (avec Philippe Quintais et Philippe Suchaud)
- Doublette 2012 (avec Dylan Rocher)
- Triplette 2014 (avec Dylan Rocher et Philippe Suchaud)

##### Passion Pétanque Française (PPF)
Vainqueur de la Grande Finale PPF
- Triplette 2018 (avec Stéphane Robineau et Dylan Rocher)
- Triplette 2019 (avec Stéphane Robineau et Dylan Rocher)
- Triplette 2021 : (avec Stéphane Robineau et Dylan Rocher)[5]

Finaliste
- Triplette 2022 (avec Dylan Rocher et Stéphane Robineau)[6]

#### EuroPétanque de Nice
Vainqueur
- Triplette 2002 (avec Philippe Quintais et Philippe Suchaud)
- Triplette 2009 (avec Philippe Quintais et Philippe Suchaud)
- Triplette 2010 (avec Philippe Quintais et Philippe Suchaud)
- Triplette 2012 (avec Philippe Quintais et Philippe Suchaud)
- Triplette 2019 (avec Stéphane Robineau et Dylan Rocher)